# Fucistia
Fucistia é uma super-classe de algas do clado Marista das Ochrophyta.

## Taxonomia
O agrupamento Fucistia inclui as seguintes classes:
- Aurearenophyceae Kai, Yoshii, Nakayama & Inouye
- Chrysomerophyceae T.Cavalier-Smith
- Phaeophyceae F.R.Kjellman
- Phaeothamniophyceae R.A.Andersen & J.C.Bailey
- Schizocladiophyceae E.C.Henry, K.Okuda, & H.Kawai
- Xanthophyceae Allorge ex Fritsch